# Ци Сеюань
Ци Сеюань (кит. упр. 齐燮元, пиньинь Qí Xièyuán) (28 апреля 1885, Хэбэй — 18 декабря 1946, Нанкин) — китайский милитарист, военный губернатор провинции Цзянсу.

## Биография
Ци Сеюань родился 28 апреля 1885 года в Хэбэе получил классическое образование, закончил военную академию в Китае, а потом продолжил учебу в Японии. Принадлежал к Чжилийской клике милитаристов. В 1920 году занял пост военного губернатора провинции Цзянсу. Самый богатый город Китая, Шанхай, исторически принадлежавший Цзянсу, находился под властью губернатора провинции Чжэцзян Лу Юнсяна из Аньхойской клики милитаристов. Соответственно, Пекинское правительство было практически лишено возможности собирать таможенные пошлины и контролировать железные дороги, проходящие через город. Важным фактором являлась и нелегальная торговля опиумом, на доходы от которой содержались армии. В конце лета 1924 года Ци Сеюань выпустил манифест, в котором объявил Лу Юнсяна в незаконном наращивании вооружений и сепаратистских настроениях.
В сентябре 1924 года началась Цзянсу-Чжэцзянская война. С помощью союзника, губернатора провинции Фуцзянь Сунь Чуаньфана Ци Сеюаню удалось сместить Лу Юнсяна. Но очень скоро Чжилийская клика на севере потерпела поражение во Второй Чжили-Фэнтяньской войне. В январе 1925 года войска Фэнтяньской клики ненадолго захватили провинцию Цзянсу и Шанхай и Ци Сеюань вынужден был бежать в Японию. Его армия перешла Сунь Чуаньфану.
В 1926 году Ци Сеюань вернулся в Китай и получил убежище у У Пэйфу, который назначил его на пост заместителя командующего коалиционными силами 14 провинций. В 1930 году Ци участвовал в Войне центральных равнин, во время которой выступил на стороне Янь Сишаня. После своего поражения Янь и Ци получили убежище в британской концессии в Тяньцзине.
В 1937 году после начала войны с Японией, Ци Сеюань перешел на службу японцам, состоял в коллаборационистской армии. После капитуляции Японии, в 1946 году его судили за измену Родине. Приговорён к смертной казни, был расстрелян 18 декабря 1946 года в Нанкине.

## В художественной литературе
- Барякина Э. В. «Белый Шанхай»